# Berlin Falling
Berlin Falling je německý filmový thriller z roku 2017. Jedná se o autorský nezávislý snímek Kena Dukena, který jej režíroval podle vlastního námětu a také si v něm zahrál jednu z hlavních rolí po boku Toma Wlaschihy, zatímco jeho bývalou ženu ztvárnila jeho skutečná dlouholetá manželka Marisa Leonie Bach. Pro Dukena, jenž dosud režíroval jen krátké filmy nebo hudební videoklipy, to byl také celovečerní režijní debut. Na scénáři k filmu spolupracovali Christoph Mille a producent Norbert Kneissl. 

## Děj
Příběh o teroristickém činu se začíná odvíjet, když se bývalý voják z jednotky zelených baretů Frank Balzer vrací zdrcený z mise v Afghánistánu domů a těší se, že opět uvidí svou dceru, kterou si má v Berlíně na pár dní kolem Vánoc převzít od své bývalé manželky. Na cestě autem vezme stopaře milého chlapíka Andrease, ale v průběhu společné jízdy se ukáže, že má v zavazadle bombu. Andreas Franka unese a snaží se ho přimět, aby v době vánočních svátků spáchal brutální útok.

## Postavy a obsazení
| Tom Wlaschiha      | Andreas                  |
| Ken Duken          | Frank                    |
| Marisa Leonie Bach | Claudia                  |
| Ricardo Ewert      | turista                  |
| Amelie Plaas-Link  | Denise, the Burger Beast |
| Kida Khodr Ramadan | Okan                     |
| Tim Wilde          | Koppe                    |

## Uvedení a přijetí
Snímek Berlin Falling měl svou evropskou premiéru na festivalu v Mnichově v sekci Spotlight. Film o teroristickém činu v německé metropoli přišel do období poznamenaného berlínským útokem z prosince 2016. Po uvedení do německých kin tak získal značnou pozornost a svou návštěvností pronikl mezi top 10, když během prvního dne ve 136 kinech utržil v přepočtu 24 tisíc dolarů. Brzy po kinopremiéře, dne 20. října 2017, film uvedla na obrazovky placená televize Sky.